# Veðurstofa Íslands
Veðurstofa Íslands ou Office météorologique islandais (OMI) est l'organisme national météorologique, hydrologique, glaciologique, sismologique et volcanologique islandais placé sous l'autorité du ministère de l'Environnement et des Ressources naturelles. Il est chargé de la prévision et de l'étude des phénomènes météorologiques et naturels aériens en général ainsi que de l'émission des bulletins de vigilance.

## Histoire
L'OMI fut créé le 1er janvier 1920 comme une division de l'administration du travail et de la protection sociale islandaise (Löggildingarstofa), mais il est devenu une institution indépendante en 1925, sous le nom de Bureau de météorologie islandais, à la fermeture du Löggildingarstofa. L'année suivante, l'OMI prit son nom actuel. Les principales tâches de l’OMI étaient la collecte de données météorologiques par les stations météorologiques, la publication de rapports climatiques, la collecte d'informations sur la glace de mer, les éruptions volcaniques et les chutes de cendre volcanique ainsi que la surveillance des mesures des tremblements de terre.
La diffusion générale de données fut interrompue durant la Seconde Guerre mondiale, à la suite de l'invasion de l'Islande par les Britanniques, et ne furent disponibles qu'aux Alliés. Le retour à la normale se fit après le conflit avec une emphase sur les services aéronautiques. En 1977, l'Office météorologique islandais a acquis son premier ordinateur de télécommunication et un ordinateur de traitement des données sept ans plus tard. Les études de pollution et la surveillance maritime furent renforcés. L'activité en volcanologie pris plus d'importance après 1980 et celles sur les avalanches à partir de 1995. Le système de sismographes a été grandement améliorée en 1990. Les activités de l'Office météorologique islandais ont été fusionnées avec celui des mesures hydrologiques le 1er janvier 2009.
À l'occasion du 80e anniversaire de l'Office, le livre Saga Veðurstofu Íslands (L'Histoire de l'Office météorologique islandais) d'Hilmar Garðarsson fut publié par Máli à l'automne 2000.

## Mission
La mission de l’OMI est de contribuer à accroître la sécurité et l’efficacité de la société en, :
- Surveiller, analyser, interpréter, informer et conseiller dans les domaines de la météorologie, de l'hydrographie, de la glaciologie, de la sismologie et de la volcanologie ;
- Émettre des alertes publiques et aéronautiques à propos les dangers naturels imminents, tels que les cendres volcaniques, les conditions météorologiques extrêmes et les inondations ;
- Faire des recherches sur la physique de l'air, de la terre et de la mer pour maintenir des services de haute qualité et fournir des informations efficaces pour l’économie, la sécurité publique, l’utilisation durable des ressources naturelles et des besoins du public ;
- Veiller à la conservation de données et des connaissances à long terme de processus naturels tels que le climat, les mouvements des glaciers, les mouvements de la croûte terrestre et d’autres questions environnementales pour entreprendre des évaluations des risques liés aux dangers naturels à la demande du gouvernement.

## Organisation
Le personnel du Département de recherches météorologiques était de quatre au tout début de l'OMI. L'Office emploie environ 140 personnes ayant différentes formations et compétences dans diverses disciplines; son siège est situé à Reykjavik. Une succursale à Ísafjörður compte ainsi 6 personnes, principalement pour réaliser des projets de prévention des inondations ainsi que des relevés météorologiques et autres mesures venant du site de l'aéroport international de Keflavík. Sept personnes se retrouvent à l'aéroport de Keflavík. Finalement, 80 personnes assistent aux travaux d’observation et de surveillance dans le pays, où on retrouve un grand nombre de stations d'observation météorologiques, sismologiques et volcaniques, en plus de deux radars météorologiques.
L'OMI comprend quatre divisions :
- Division des observations ;
- Division du traitement et de la recherche ;
- Division des avertissements et des prévisions ;
- Division des finances et de l'administration.

Depuis 2016, l'OMI gère un double superordinateur Cray XC30 pour l'Institut météorologique danois en raison de la réduction des coûts d'électricité et de refroidissement. L'un est utilisé pour le développement des modèles de prévision numérique du temps, l'autre pour les opérations quotidiennes de ces modèles.